# Royal Air Force im Zweiten Weltkrieg
Die Royal Air Force (RAF) spielte während des Zweiten Weltkriegs eine zentrale Rolle in der Verteidigung Großbritanniens und im Kampf gegen die Achsenmächte. Die RAF war in drei Hauptkommandos gegliedert: das Fighter Command, das Bomber Command und das Coastal Command, die jeweils spezifische Aufgaben und Verantwortungsbereiche hatten. Das Fighter Command war für die Verteidigung des britischen Luftraums zuständig und spielte eine Schlüsselrolle in der Abwehr der deutschen Luftwaffe während der Luftschlacht um England. Das Bomber Command war für strategische Bombenangriffe auf feindliche Infrastruktur, Industrieanlagen und Städte verantwortlich, während das Coastal Command die Sicherung der Seewege und den Kampf gegen deutsche U-Boote und Schiffe übernahm. Neben den operativen Einheiten war die RAF auf ein komplexes Netzwerk von Unterstützungs- und Ausbildungseinrichtungen angewiesen. Flugschulen, technische Depots und Logistikeinheiten sorgten dafür, dass die Streitkraft stets kampfbereit war.

## Führung, Kontrolle und Organisation
Zu Beginn des Krieges lag das Oberkommando für alle drei Teilstreitkräfte Heer, Marine und Luftwaffe beim Kriegskabinett. Als Winston Churchill im Mai 1940 zum Premierminister gewählt wurde, bildete er ein zusätzliches Inneres Kriegskabinett, in dem er direkt mit den militärischen Befehlshabern agieren konnte, die zusammen das Chief of Staffs Committee bildeten. Das Oberkommando über die Royal Air Force lag beim Air Council. Es setzte sich aus folgenden Mitgliedern zusammen.
- Secretary of State for Air
- Parliamentary Under-Secretary of State for Air
- Chief of the Air Staff
- Air Member for Personnel
- Air Member for Development & Organisation
- Deputy Chief of the Air Staff
- Permanent Under-Secretary of State for Air

Jeder der Air Member war für eine bestimmte Abteilung des Air Ministry zuständig. Diese Abteilungen waren wiederum in verschiedene spezifische Direktionen unterteilt, die seiner Ernennungsbezeichnung entsprachen. Der Rest des Air Ministry war in Direktionen, Abteilungen und Ausschüsse von Mitgliedern des öffentlichen Dienstes unterteilt.

### Command
Bei Ausbruch des Krieges gab es 7 Luftkommandos. Jedes dieser Kommandos wurde im Regelfall von einem Air chief marshal befehligt.
- Das 1936 gebildete Bomber Command bestand aus allen Bomberstaffeln mit Ausnahme derjenigen des Coastal Command, United Kingdom. Diese Geschwader waren in eine Reihe von Abteilungen gegliedert und mit der Durchführung der vom Chief of the Air Staff festgelegten Richtlinien für offensive Bombenangriffe beauftragt.

- Das 1936 gegründete Fighter Command war für die Luftverteidigung des Vereinigten Königreichs zuständig. Es bestand aus einem Stab in Bentley Priory und Jagdgruppen und übernahm darüber hinaus die operative Kontrolle über das Anti-Aircraft Command, das wiederum das Flugzeugwarnsystem sowie die Suchscheinwerfer- und Schallortungseinheiten leitete. Die Jagdgruppen wurden über das gesamte Vereinigte Königreich in den folgenden vier Sektoren verteilt:
  - Südostengland
  - Nordengland, Schottland
  - Westengland
  - Südwestengland

- Das 1936 gebildete Coastal Command war mit der Seeaufklärung durch landgestützte Flugzeuge beauftragt. Es umfasste auch landgestützte Bomber, Torpedobomber und Langstrecken-Jagdflugzeuge, um Angriffe auf die Schifffahrt in den Schwerpunktgebieten abzuwehren. Das Seegebiet, das das Vereinigte Königreich umgab, wurde in drei operative Sektoren unterteilt: Westen und Nordwesten, Norden und Osten sowie Süden und Südosten. Befehle bezüglich der Aufgaben und der operativen Einteilung der Truppen sowie der Pläne wurden nur von der Admiralität erteilt, das Personal wurde von der RAF gestellt, und die Ausrüstung wurde vom Ministerium für Flugzeugproduktion geliefert.

- Das 1936 gebildete Training Command war mit der Flugausbildung von Piloten beauftragt. Die operationelle Ausbildung wurde in den Bomber-, Jäger- und Küstenkommandos durchgeführt, wobei jedes Kommando über die notwendigen operationellen Ausbildungseinheiten verfügte.

- Das 1938 gebildete Maintenance Command war gegenüber allen Einheiten für die Versorgung und Ausrüstung mit Flugzeugen (durch das Ministerium für Flugzeugproduktion) und mit Munition, Benzin, Öl usw. verantwortlich. Darüber hinaus war sie mit der Reparatur und Bergung von Ausrüstung, der Lagerung, Verpackung und Verschiffung von Flugzeugen, Motoren usw., die von den operativen Einheiten verwendet wurden, sowie mit der Überführung von Flugzeugen beauftragt.

- Das 1938 gegründete Balloon Command war mit der Organisation, Verwaltung, Ausbildung und Versorgung des Ballonabwehrsystems Großbritanniens beauftragt. Die operative Kontrolle lag beim Oberbefehlshaber der Luftverteidigung Großbritanniens, dem Air Officer Commanding-in-Chief.

Im Laufe des Krieges wurden weitere Kommandos eingerichtet. 1940 das Army Co-operation Command, die den Heereseinheiten innerhalb des Vereinigten Königreichs zugeteilt waren. Bis zu seiner Auflösung 1943 war es für die Organisation, Erprobung und Ausbildung in allen Formen der Zusammenarbeit zwischen Luft- und Landstreitkräften zuständig. Der operative Einsatz oblag den Kommandeuren der Heeresverbände, denen die Geschwader (wing) des Kommandos zugeordnet waren. Ebenfalls 1940 wurde das Technical Training Command für die technische Ausbildung von RAF-Personal gegründet.

### Gruppe, Geschwader, Schwarm und Staffel
Eine Gruppe bestand aus mehreren untergeordneten Einheiten und war so organisiert, dass sie eine gewisse Autonomie in ihrem Operationsgebiet hatte. Eine Gruppe bestand aus mehreren Staffeln (Squadrons). Die Anzahl der Squadrons variierte je nach Typ und Auftrag der Gruppe. Typischerweise umfasste eine Gruppe etwa 2 Geschwader (wing) und wurde entweder von einem Air Commodore oder einem Vice Air Marshal kommandiert. Ein Geschwader bestand meist aus drei Staffeln konnte aber zwischen 2 und 5 Staffeln variieren. Geschwader wurden in der Regel von einem Group Captain kommandiert.
Einmotorige Jagdstaffeln wurden von einem Squadron Leader befehligt und bestanden in der Regel aus drei Schwärmen (flight) mit den Bezeichnungen A, B, und C die einem Flight Lieutenant unterstellt waren. Zweimotorige Nachtjäger-, Bomber-, Abfangjäger- und Coastal-Command-Jagdstaffeln wurden von einem Wing Commander und die einzelnen Schwärme von einem Squadron Leader befehligt. Während des Krieges variierte die Anzahl der Flugzeuge in einer Staffel je nach Größe. Im Jahr 1939 bestand eine Jagdstaffel aus 12 Flugzeugen, wurde aber in einigen Fällen auf 16 oder sogar 24 erhöht. Bomberstaffeln hatten anfangs 12 Flugzeuge, die auf bis zu 24 erhöht wurden. Die Staffeln waren auf bestimmten Standorten der Royal Air Force stationiert, die mit allen erforderlichen Unterstützungseinrichtungen ausgestattet waren. Zu Beginn des Krieges verfügte jede Staffel über eine eigene Bodenmannschaft, die für die Wartung der Flugzeuge der Einheit, größere Reparaturen und andere Aufgaben zuständig war, die über die Möglichkeiten der eigenen Ressourcen der Staffel hinausgingen. Diese Aufgaben wurden in der Regel vom Personal der Stützpunkte oder von Wartungseinheiten (MUs) übernommen. Bei Kriegsende hatten jedoch viele Staffeln ihre Autonomie verloren, und ihr Bodenmannschaft wurde offiziell zu Squadron Servicing Echelons versetzt, die den jeweiligen Staffeln „angegliedert“ waren. Diese Staffeln enthielten in der Regel die Nummer der Staffel in ihrem „rechtlichen“ Titel.
Alle RAF-Staffeln erhielten offizielle Nummern als Teil ihrer Bezeichnung. Die meisten der Staffeln mit den Nummern 1 bis 274 waren ursprünglich vom Royal Flying Corps oder dem Royal Navy Air Arm übernommen worden. Während des Zweiten Weltkriegs verzeichnete die RAF einen erheblichen Personalzuwachs, der zur Gründung zahlreicher neuer Staffeln führte. Als Reaktion darauf wiesen die Verwaltungsabteilungen der RAF den verschiedenen Staffeln spezifische Nummernfolgen zu, die deren Aufgaben, Herkunft und andere Merkmale kennzeichneten. Dieses System galt auch für die zahlreichen Commonwealth- und anderen nicht-britischen Einheiten, die schließlich unter dem Kommando der RAF operierten. Aufgrund der sich verändernden Kriegs- und Einsatzbedingungen wurden einige Staffeln aufgelöst, umbenannt oder von der Front abgezogen. Folglich waren nicht alle Staffeln zur gleichen Zeit aktiv.
Während jede Staffel in erster Linie durch ihre offizielle Nummer gekennzeichnet war, wurde ein zusätzliches System von Kennbuchstaben verwendet, um einzelne Einheiten zu identifizieren. Diese Kennbuchstaben wurden auf die Rumpfflanken der Flugzeuge gemalt. Diese Codes dienten zur Identifizierung einzelner Flugzeuge innerhalb eines Geschwaders oder einer Einheit, wobei der Name des Geschwaders oder der Einheit durch die ersten beiden Buchstaben des Codes gekennzeichnet wurde. Am 4. September 1939 wurden jedoch im Interesse der Sicherheit alle derartigen Kodierungen vollständig geändert. Im weiteren Verlauf des Krieges wurden verschiedene Variationen und Ergänzungen des Kennbuchstabensystems eingeführt. Dieses System wurde bald von praktisch allen fliegenden Einheiten, sowohl im Einsatz als auch außerhalb des Einsatzes, übernommen. Derartige Kennbuchstaben-Kombinationen wurden in bestimmten Staffeln im Vereinigten Königreich und in einigen Kriegsgebieten in Übersee verwendet. Anfang 1941 führte das Fighter Command die Position des Wing Leader ein, eine operative Funktion, der die Koordinierung von Jagdverbänden im Kampf überwachte. Um die Identifizierung zu erleichtern, wurden die Wing Leader ermächtigt, die Initialen ihres Namens als ihre individuelle Kennung zu verwenden. Normalerweise operierte eine Staffel als eine Einheit, obwohl es in bestimmten Phasen des Krieges üblich war, dass Staffeln mit anderen Staffeln desselben Geschwaders zusammenarbeiteten. Es wurde jedoch zur gängigen Praxis, dass einzelne Schwärme einer Staffel vom Stützpunkt der Staffel abkommandiert wurden, um auf einem anderen Flugfeld separat zu operieren, um spezifische operative Anforderungen zu erfüllen.

## Rekrutierung und Ausbildung

### Piloten

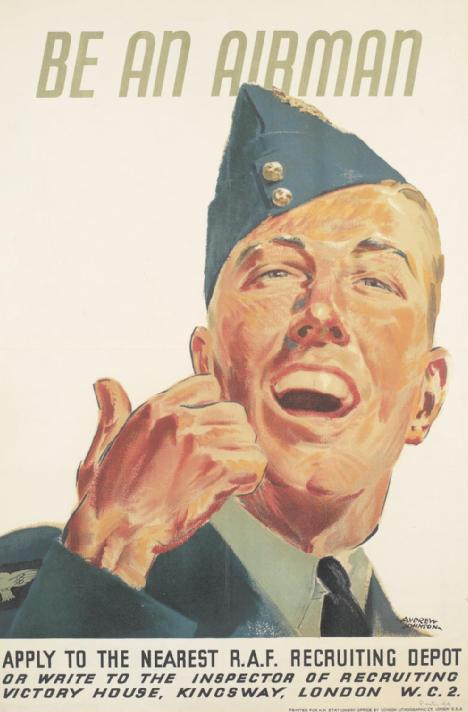
Be an Airman Rekrutierungsposter der RAF

Zu Beginn des Krieges unterstanden alle Ausbildungsaktivitäten, sowohl in der Luft als auch am Boden, dem Training Command mit Sitz in Shinfield Park. Im Mai 1940 wurde das Training Command aufgelöst und durch separate Kommandos ersetzt, die die technische Ausbildung und die fliegerische Ausbildung beaufsichtigten. Letzteres kontrollierte zu diesem Zeitpunkt 80 Ausbildungsschulen, von denen 31 der Pilotenausbildung gewidmet waren, und verfügte über einen Bestand von 3.189 Flugzeugen 56 verschiedener Typen. Das Flying Training Command behielt seinen Standort in Shinfield Park bei, während das Technical Training Command seinen Sitz in der nahe gelegenen Wantage Hall hatte.
Die meisten Rekruten der RAF und der WAAF, einschließlich der Offiziere und Flugbesatzungen, kamen aus RAF Volunteer Reserve (RAFVR). Bei Kriegsbeginn wurden alle Möglichkeiten für den Eintritt in den regulären Dienst der RAF vorübergehend geschlossen, mit Ausnahme des Aircraft Apprenticeship Scheme. Dazu gehörten das Boy-Entrant-Programm und der Kadettenlehrgang des Cranwell College. Um einen Pool von zukünftigen Piloten zu schaffen, wurde 1941 das Air Training Corps gegründet. Das Programm bot Jungen im Alter zwischen 16 und 18 Jahren eine 1 bis 2 jähre Ausbildung um sie auf den Eintritt in die RAF vorzubereiten.
In Friedenszeiten erhielten die RAF-Piloten etwa 150 Stunden Ausbildung und Übung, bevor sie in den Staffeln eingesetzt wurden. Dort durchliefen sie eine zusätzliche „Fortsetzungs“-Ausbildung, bis sie als voll befähigt angesehen wurden, die ihnen zugewiesenen Flugaufgaben in der Staffel zu erfüllen. Sobald die Staffeln jedoch für ihre Kriegsaufgaben mobilisiert wurden, verfügten sie weder über die Einrichtungen noch über das Personal, um die Ausbildung der Piloten abzuschließen. Diese letzte Phase wurde daher zunächst von Group Pool- oder Reservestaffeln durchgeführt, d. h. von Einheiten, die innerhalb der jeweiligen Gruppe für Ausbildungsaufgaben eingesetzt wurden. Ab 1941 wurden diese fortgeschrittenen Ausbildungseinheiten als Operational Training Units (OTUs) bezeichnet. Die Schulung umfasste zunächst einen achtwöchigen Theorie- und Grundlagenunterricht in einem Initial Training Wing (ITW), gefolgt von zehn Wochen Flug- und Theorieunterricht in einer Elementary Flying Training School (EFTS). Anschließend erfolgte eine bis zu 16-wöchige „fortgeschrittene“ Flugausbildung in einer Service Flying Training School (SFTS). Im Anschluss daran erfolgte für die Dauer von vier bis sechs Wochen eine erneute Übungseinheit mit einer OTU, mit dem Ziel, die Piloten mit dem Flugzeugtyp vertraut zu machen, der bei ihren vorgesehenen Einsätzen mit der Staffel zum Einsatz kommen sollte.
Insgesamt erhielten die Piloten also etwa 200 Flugstunden bevor sie ihren Dienst antraten. Im weiteren Verlauf des Krieges wurde das Ausbildungsprogramm für Bomberpiloten um zusätzliche Ausbildungsabschnitte erweitert, z. B. Heavy Conversion Units (HCUs) und – für Piloten der Avro Lancaster – die Lancaster Finishing School (LFS). Dadurch erhöhte sich die Gesamtzahl der Flugstunden auf 350–360 Stunden, bevor die Staffel zum Einsatz kam. Aufgrund des signifikanten Zustroms von Rekruten 1939 und 1940 erfolgte die Ausbildung bis zur Stufe der Operational Training Units (OTU) im Rahmen des Empire Air Training Scheme (EATS) außerhalb des Vereinigten Königreichs – hauptsächlich in Kanada, USA Australien und Neuseeland. Alle OTUs unterstanden den operativen Kommandos, denen die Auszubildenden später zugeteilt werden sollten. Ein Bomberpilot, der einer OTU zugeteilt wurde, stellte in der Regel innerhalb der ersten 48 Stunden seine zukünftige Besatzung aus Navigatoren, Bombenschützen, Funker und Bordschützen zusammen. Die Besatzungen wurden – zumindest theoretisch – nach Anschluss als Einheit einer Staffel zugeteilt. Üblicherweise absolvierte der Pilot, sofern die Umstände es erlaubten, zunächst einige Einsätze als Co-Pilot eines erfahrenen Fliegers, bevor die gesamte Crew gemeinsam operierte. Die Dauer des gesamten Ausbildungsprozesses, konnte je nach Anforderungen bis zu zwei Jahre dauern. Im Gegenzug wurden zahlreiche OTU für tatsächliche Einsätze herangezogen.

### Bodencrew
Bei den meisten Mitgliedern des Bodenpersonals handelte es sich nicht um gelernte Flugzeugmechaniker im Sinne der anerkannten RAF-Definition, sondern lediglich um solche, die eine Ausbildung in einem metallverarbeitenden Gewerbe absolviert hatten. Da im Laufe der Jahre 1941–45 die Altersgrenzen für eine Rekrutierung stiegen, waren viele neue Rekruten bereits qualifizierte Handwerker und konnten oft mit nur minimaler Ausbildung in den Dienst übernommen werden. Da die technischen Aspekte der RAF immer komplexer wurden, mussten bis Kriegsende insgesamt mehr als 350 Berufe abgedeckt werden. Abgesehen von der für alle neuen Rekruten üblichen 8-12-wöchigen militärischen Schulung, variierte die Dauer der Berufsausbildung von einigen Wochen für Hilfskräfte bis zu 2 Jahre für Facharbeiter. Der Zufluss and Mechanikern speiste sich hauptsächlich aus ehemaligen Unteroffizieren, oder Zivilisten mit nachgewiesenen technischen Qualifikationen.

## Uniformen

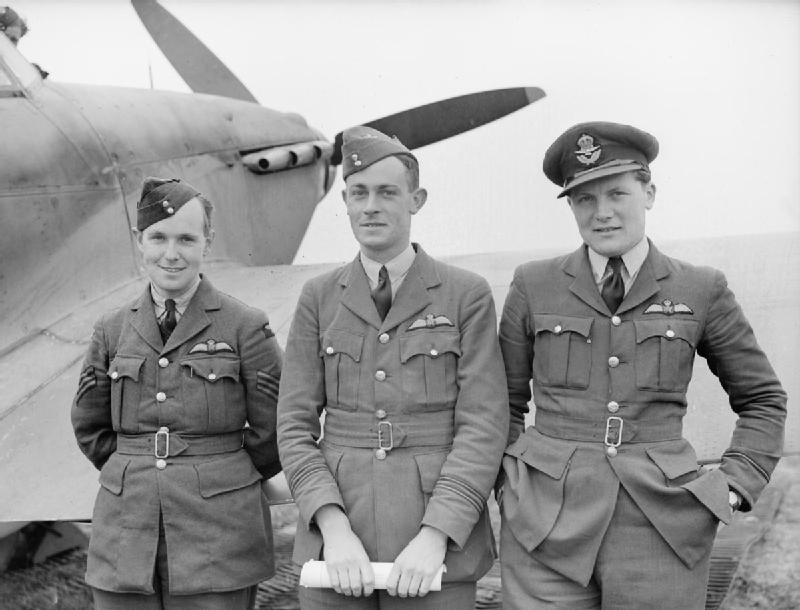
Die Piloten der No 73 Squadron, Sergeant Lionel Pilkington, Flight Lieutenant Reginald „Unlucky“ Lovett und Flying Officer Newall „Fanny“ Orton, in Ausgehuniform im April 1940.

Die Uniform für Offiziere und Warrant Officers war ein Kompromiss zwischen den Traditionen der Royal Navy und der britischen Armee. Die aus dem Jahr 1919 stammende Uniform (No. 1 dress uniform) lehnte sich stark an die Uniform der Kavallerieoffiziere an, während die Rangabzeichen in Anlehnung an die Marine auf den Ärmelaufschlägen angebracht waren (die Kavallerieoffiziere des Ersten Weltkriegs trugen ebenfalls Rangabzeichen auf ihren Ärmelaufschlägen). Die Offiziere mussten ihre eigene Uniform kaufen. Sie bestand aus blau-grauem Barathea-Stoff und wurde über einem blau-grauen Hemd und einer schwarzen Krawatte getragen, dazu schwarze Schuhe. Der Waffenrock war mit einem Gürtel und einer Messingschnalle versehen, einreihig mit vier Messingknöpfen und hatte zwei Brusttaschen und zwei Seitentaschen, die alle mit einem einzigen Messingknopf verschlossen wurden. Die Rangabzeichen an den Manschetten bestanden aus schwarzer Spitze mit einem hellblauen Mittelstreifen. Die Hose hatte Leistentaschen und, wie damals üblich, einen geknöpften Hosenschlitz.

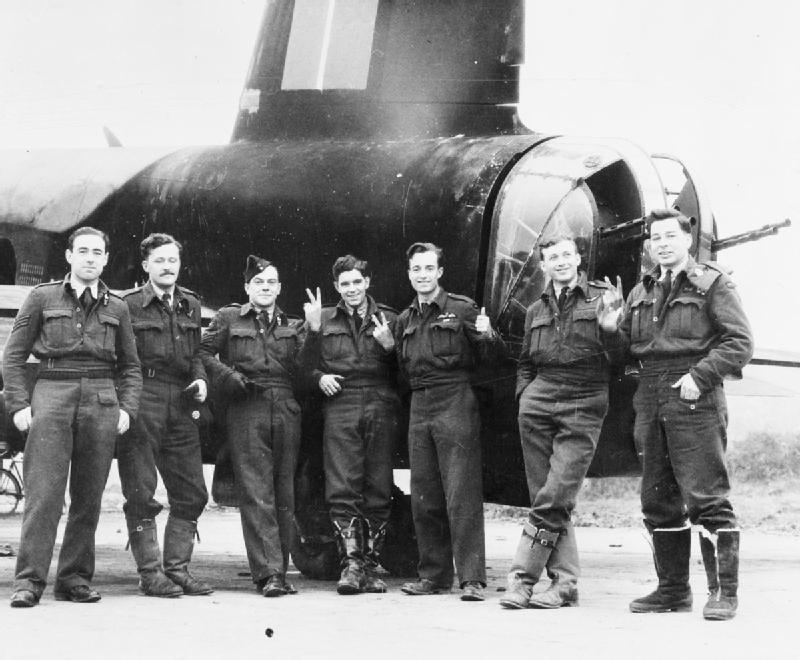
Bombercrew von Flight Sergeant A M Halkett in heavy duty dress

Die Uniform wurde mit Schirmmütze oder Schiffchen, ebenfalls in Blaugrau, getragen. Die Schirmmütze hatte ein schwarzes Mohairband und einen Stoffschirm sowie eine mit Gold aufgestickte Krone über einem vergoldeten Adler und Lorbeerblättern aus Gold für alle Offiziere bis einschließlich des Ranges eines Wing Commanders. Abzeichen für Group Captains und höher bestanden aus einem goldgestickten Kranz, der einen vergoldeten Adler umgab, der von einer Krone und einem Löwen überragt wurde. Das Schiffchen war aus gefüttertem Barathea mit Krone und Adler aus Messing und zwei Messingknöpfen auf der Vorderseite. Die Ausführung für Piloten hatte hellblaue Paspelränder und eine kleinere Version des Mützenabzeichens. Alle Dienstgrade trugen ihre Fliegerbrevets über den Medaillenbändern, die sich über der linken Brusttasche befanden. Die Tropenuniformen entsprachen weitgehend denen der britischen Armee: khakifarbene Shorts und Hemden, mit Socken, die bis knapp unter das Knie reichten. Die Kopfbedeckung blieb die gleiche wie in den gemäßigten Klimazonen.

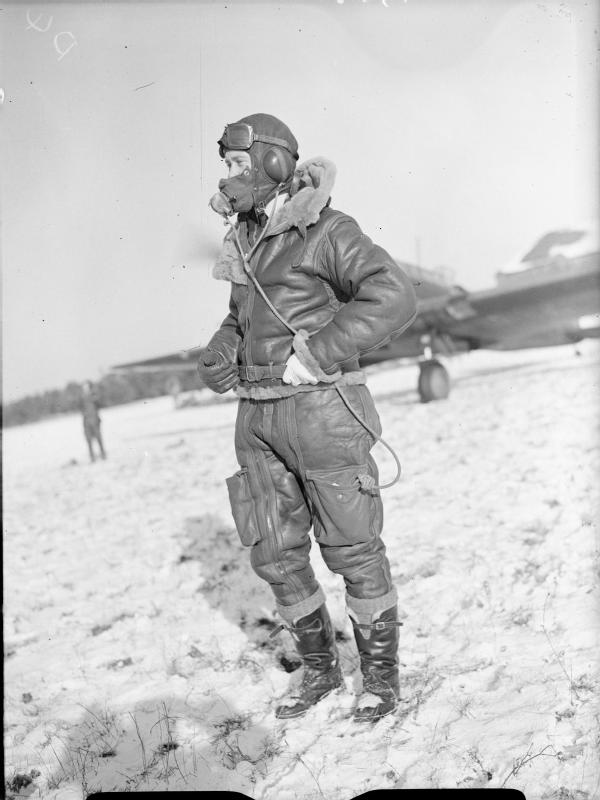
Der Pilot einer Fairey Battle mit einem Type-B-Helm und einem Irvin-Fluganzug auf einem schneebedeckten Flugplatz in Frankreich.

Obwohl es bereits 1939 Versuche mit einem Feldanzug in RAF-Grau-Blau gab, wurde er erst 1942 eingeführt. Der RAF-Feldanzug („No. 2 Dress“ oder „Heavy Duty Dress“) hatte ein charakteristisches Muster. Sie wurde von allen Dienstgraden mit offenem Stehkragen getragen, der das blaue Drillfutter und die Verkleidungen freilegte: Bei der Bluse wurden die Taschenklappen von denen des vorherigen Waffenrocks übernommen. Alle Blusenknöpfe waren durch eine Knopfleiste verdeckt. Die Hose hatte keine normalen Hosentaschen, sondern besaß nur eine kleine Tasche auf dem linken Oberschenkel. Auf Knöchelhöhe befanden sich Knöpfe an der Hose, so dass sie fest verschlossen werden konnte, um leichter in die Flugstiefel zu schlüpfen. Rangabzeichen wurden von Unteroffizieren an den Ärmeln und von Offizieren in Form von Stoffschlaufen am unteren Ende der Schulterstücke getragen.
Lange doppelreihige Mäntel konnten von allen Dienstgraden über beiden Uniformtypen getragen werden. Die Mäntel für Offiziere waren aus Vlies oder Melton gefertigt und hatten einen Stoffgürtel mit vergoldeter Schnalle. Es gab fünf Reihen von Knöpfen und Schulterklappen mit Rangabzeichen. Die Offiziere der RAuxAF und der Freiwilligen Reserve trugen an jedem Revers, Messingknöpfe mit A bzw. VR. Ab 1936 war die Uniform für Unteroffiziere bis einschließlich zum Rang eines Flight Sergeant eine vereinfachte ungefütterte Version der Uniform für Offiziere in blau-grauem Serge. Das allgemeine Erscheinungsbild entsprach dem der Offiziersuniform, wobei die Seitentaschen offen waren. Vor dem Krieg wurde eine blaugraue Mütze mit schwarzem, glänzendem Schirm und einem vereinfachten Messingabzeichen mit den Buchstaben „RAF“, umgeben von einem Lorbeerkranz und überragt von einer Krone, getragen. Diese wurde jedoch im Dezember 1939 abgeschafft, sodass die Standard-Kopfbedeckung nun ein blaugraues Schiffchen aus Serge war, mit denselben Messingknöpfen wie bei der Offiziersversion, aber mit dem Messingabzeichen der übrigen Dienstgrade.
Die Feldanzüge der Unteroffiziere ähnelten ebenfalls denen der Offiziere, waren aber ungefüttert, und die Rangabzeichen wurden wie beim Waffenrock an den Ärmeln getragen. Der lange, doppelreihige Mantel für Unteroffiziere war aus Serge war ohne Gürtel und hatte nur vier Reihen von Knöpfen. Uniformen der Warrant Officer und Flight Sergeants hatten aufgenähte Kronen an der Unterseite der Ärmel bzw. unterhalb der Schulter. Alle anderen Ränge trugen einen Adler der aus hellblauer Baumwolle auf blau-schwarzem Stoff gestickt war, am oberen Ende des Ärmels. Wie bei den anderen Uniformen ähnelte die Tropenausrüstung derjenigen der Offiziere, mit der Ausnahme, dass auch hier die Rangabzeichen unterhalb der Schulter getragen wurden. Da die Heizungssysteme in den Flugzeugen relativ primitiv waren gab es verschiedene Arten von Flugkleidung, angepasst an die Jahreszeit und der Art des Fluges. Das wichtigste Teil der Flugkleidung war der einteilige khakifarbene oder grüne wasserdichte Sidcot-Overall, der seinen Ursprung im Ersten Weltkrieg hatte. Der Overall war mit Leinen gefüttert und besaß einen durchgehenden Reißverschluss an der Vorderseite sowie an Ärmeln und Beinen, im Schritt und an der Taille, damit der Träger seine Uniformtaschen erreichen konnte.

## Dienstgrade
| Ränge und Rangabzeichen Offiziere | Ränge und Rangabzeichen Offiziere | Ränge und Rangabzeichen Offiziere | Ränge und Rangabzeichen Offiziere | Ränge und Rangabzeichen Offiziere | Ränge und Rangabzeichen Offiziere | Ränge und Rangabzeichen Offiziere | Ränge und Rangabzeichen Offiziere | Ränge und Rangabzeichen Offiziere | Ränge und Rangabzeichen Offiziere | Ränge und Rangabzeichen Offiziere | Ränge und Rangabzeichen Offiziere |
| Bezeichnung                       | Flagg officer                     | Flagg officer                     | Flagg officer                     | Flagg officer                     | Senior officer                    | Senior officer                    | Senior officer                    | Junior officer                    | Junior officer                    | Junior officer                    | Junior officer                    |
| --------------------------------- | --------------------------------- | --------------------------------- | --------------------------------- | --------------------------------- | --------------------------------- | --------------------------------- | --------------------------------- | --------------------------------- | --------------------------------- | --------------------------------- | --------------------------------- |
| Schulterstück                     |                                   |                                   |                                   |                                   |                                   |                                   |                                   |                                   |                                   |                                   |                                   |
| Rang                              | Marshal of the RAF                | Air Chief Marshal                 | Air Marshal                       | Air Vice Marshal                  | Air Commodore                     | Group Captain                     | Wing Commander                    | Squadron Leader                   | Flight Lieutenant                 | Flying Officer                    | Pilot Officer                     |

| Schulterstück |                         |                         |                 |          |          |                     |
| Rang          | Warrant Officer Class 1 | Warrant Officer Class 2 | Flight Sergeant | Sergeant | Corporal | Leading Aircraftman |

## Bezahlung
| Rang               | Jahressold |
| ------------------ | ---------- |
| Marshal of the RAF | 2311 £     |
| Air Marshal        | 1983 £     |
| Air Vice Marshal   | 1651 £     |
| Air Commodore      | 1064 £     |

| Rank            | Jahressold |
| --------------- | ---------- |
| Group Captain   | 958 £      |
| Wing Commander  | 660 £      |
| Squadron Leader | 562 £      |

| Rang                 | Jahressold |
| -------------------- | ---------- |
| Flight Lieutenant    | 428 £      |
| Flying Officer       | 331 £      |
| Pilot Officer        | 264 £      |
| Acting Pilot Officer | 215 £      |

Die Tagessätze des Grundgehalts für alle Dienstgrade unterhalb des Offiziers variierten auf jeder Dienstgradstufe, je nachdem, in welcher Berufsgruppe die betreffende Person einberufen wurde; so hatte z. B. ein Korporal in Gruppe I einen täglichen Grundgehaltssatz von 7/6d, während ein Korporal in Berufsgruppe V einen täglichen Grundgehaltssatz von 4/6d erhielt. Die folgende Tabelle zeigt die Mindest- und Höchstsätze für den täglichen Grundlohn, vom Aircraftman bis zum Warrant Officer, nach Berufsgruppe:
| Berufsgruppe | Mindestsatz | Höchstsatz |
| ------------ | ----------- | ---------- |
| Gruppe I     | 3 s 9 d     | 16 s 6 d   |
| Gruppe II    | 3 s 6 d     | 15 s       |
| Gruppe III   | 3 s         | 13 s 6 d   |
| Gruppe IV    | 3 s 3 d     | 14 s       |
| Gruppe V     | 2 s         | 13 s 6 d   |
| Gruppe M     | 2 s         | 13 s 6 d   |

## Beförderung
Die Beförderung vom Leutnant (Pilot officer) zum (Oberleutnant) flying officer erfolgte nach bestandener Beförderungsprüfung automatisch nach zwei Jahren Dienstzeit. Ebenso erfolgte die Beförderung zum Hauptmann (Flight Lieutenant) automatisch nach weiteren vier Dienstjahren, vorausgesetzt, die Prüfungen wurden bestanden. Der Major (Squadron Leader) konnte erst dann auf eine Beförderung aufgrund seiner Verdienste, d. h. aufgrund seiner jährlichen vertraulichen Berichte, hoffen, wenn drei Jahre in diesem Rang gedient hatte. Die Dienstzeit für den Schritt vom Oberstleutnant (wing commander) zum Oberst (group captain) betrug zwischen drei und sieben Jahren in diesem Rang. Vom Oberst zum Generalmajor (Air Commodore) waren es zwei bis vier Jahre, und für den nächsten Schritt zum Generalleutnant (Air Vice-Marshal) waren es zwei bis vier Jahre als Generalmajor.

## Unterkunft

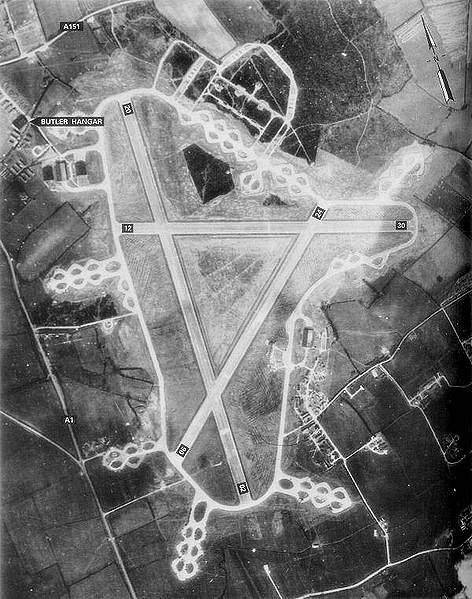
Luftaufnahme eines typischen Flugfeldes

Sowohl Flieger als auch Bodencrew wurden während des Zweiten Weltkriegs in einer Vielzahl von Unterkünften untergebracht, die je nach Standort, Einsatzart und Rang der Soldaten stark variieren konnten. Die Unterbringung war eng mit der strategischen Nutzung der jeweiligen Luftwaffenstützpunkte verbunden, die über ganz Großbritannien und in den von der RAF genutzten Gebieten im Ausland verteilt waren.
Die festen Flugplätze der Vorkriegszeit bestanden aus gut gebauten Backsteingebäuden, für Offiziersmessen und Wohnräumen. Die Gebäude wurden entweder zentral beheizt, oder verfügten über Kohlekessel. Die Flugfelder bestanden in der Regel aus drei unterschiedlich langen Start- und Landebahnen (ca. 1.300 m, 1.400 m und 1.800 m), die sich in Form eines Dreiecks kreuzten. Die Enden der Start- und Landebahnen waren durch eine breite, gut ausgebaute Piste verbunden, an der sich zehn bis fünfzehn Ausweichstellen befanden, an denen die Flugzeuge verteilt wurden und bei geeignetem Wetter kleinere Reparaturen, die keinen Hangar erforderten, durchgeführt werden konnten. Jeder Hangar war zentral beheizt und verfügte über Ruhe- und Schulungsräume sowie Umkleideräume für die Besatzung. Die medizinischen Einrichtungen bestanden aus einem ein- oder zweistöckigen Krankenrevier, das ebenfalls zentral beheizt wurde. Die Unterkünfte für Freizeit und Sport wurden in die Planung einbezogen und als Teil der Flugplatzgebäude gebaut. Es wurden Plätze für Rugby, Fußball oder Tennis angelegt. Viele Air Bases verfügten über Sporthallen, die das Sportangebot weiter erhöhten.

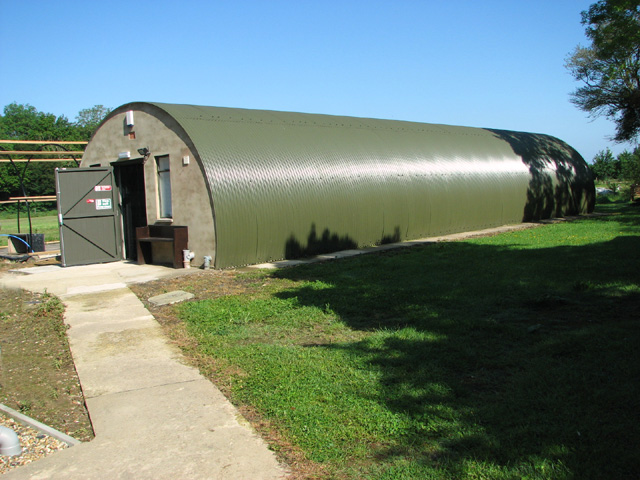
Rekonstruierte Nissenhütte auf dem ehemaligen Militärflugplatz Hethel

Die Unterkünfte die während des Krieges gebaut wurden bestanden häufig aus einfachen, pragmatischen Gebäuden. Viele RAF-Piloten und Bodenpersonal lebten in Nissenhütten, halbkreisförmigen, aus Wellblech bestehenden Baracken, die schnell und kostengünstig errichtet werden konnten. Diese Hütten boten Platz für mehrere Personen und waren oft spartanisch eingerichtet, mit einfachen Feldbetten, Holztischen und Öfen zur Beheizung. Die meisten dieser Hütten hatten kein fließendes Wasser, einfache Sanitäranlagen und schlechte Stromversorgung. Neben den Nissenhütten gab es auch größere Gemeinschaftsunterkünfte, wie Schlafsäle, die für das Bodenpersonal vorgesehen waren. Die Infrastruktur auf den Stützpunkten war auf Effizienz ausgelegt. Neben den Schlafmöglichkeiten gab es Kantinen, Offiziersmessen, Unterrichtsräume, Krankenstationen und Freizeiteinrichtungen. Offiziere wurden in separaten Unterkünften untergebracht, die häufig besser ausgestattet waren, etwa in festen Gebäuden oder Offizierskasernen. Auf einigen Basen wurden höherrangige Offiziere in nahegelegenen Landhäusern oder Herrenhäusern einquartiert, die von der RAF requiriert worden waren.
Auf den operativen Kriegsschauplätzen, wo die Einheiten ständig in Bewegung sein mussten, wurden die Unterkünfte in Biwaks oder in allen verfügbaren permanenten oder vorübergehenden lokalen Strukturen eingerichtet. Diese Unterkünfte bestanden hauptsächlich aus Nissen- und Lagos-Hütten sowie aus Hütten, die aus lokalem Holz hergestellt wurden. Diese Hütten mussten den Umweltbedingungen des Gebiets, in dem sie gebaut wurden, wie starkem Regen, Sandstürmen, Tropenstürmen usw. standhalten. In tropischen Klimazonen behielten sie ihre Wärme auch dann, wenn sie mit Zwischendecken versehen waren. Eine gewisse Verbesserung wurde durch das Tünchen der Dächer erreicht, wodurch die Innentemperatur um 0,5 bis 1 °C gesenkt werden konnte. Da die natürliche Belüftung jedoch nicht ausreichte, um die Hütten zu kühlen, und durch den notwendigen Insektenschutz noch weiter eingeschränkt wurde, bestand die einzige wirklich wirksame Möglichkeit, einen gewissen Komfort zu erreichen, in der Installation von elektrischen Deckenventilatoren.
In kälteren Regionen wie Island waren die Lebensbedingungen hart, geprägt von der abgelegenen Lage der Insel, dem extremen Wetter und der begrenzten Infrastruktur. Das isländische Wetter war äußerst unberechenbar, mit häufigen Stürmen, starken Winden sowie schwerem Regen oder Schnee, je nach Jahreszeit. Die Winter waren lang und dunkel. Die bittere Kälte und der anhaltende Wind machten die Arbeit im Freien sehr anstrengend, insbesondere für das Bodenpersonal, das für die Wartung der Flugzeuge unter diesen Bedingungen zuständig war. Die Flugzeughangars, sofern vorhanden, boten nur begrenzten Schutz, so dass ein Großteil der Arbeit im Freien verrichtet werden musste. Eis und Schnee bedeckten oft die Start- und Landebahnen, so dass die Flugplätze ständig gewartet werden mussten, um betriebsbereit zu bleiben. Das gesamte Trink- und Waschwasser musste herangeschafft werden; es gab nur schlechte Waschmöglichkeiten, und die Notdurft musste in Plumpsklos verrichtet werden. Die Hütten waren schlecht beheizt, und die feuchte Umgebung trug zum Unbehagen und zu gesundheitlichen Problemen wie Erkältungen und Atemwegserkrankungen bei. Die Abgeschiedenheit der Flugplätze, die sich oft in entlegenen Gebieten weitab von isländischen Städten befanden, trug zu einem Gefühl der Einsamkeit und Monotonie unter den Fliegern bei.

## Abteilungen

### Royal Air Force Regiment
Zum Schutz der RAF-Flugplätze und -Einrichtungen wurde am 1. Februar 1942 das Royal Air Force Regiment gegründet, ein Spezialkorps, das für die Bodenverteidigung und den Schutz der Streitkräfte zuständig war. Zu Beginn des Krieges war die Armee für die Verteidigung von Flugplätzen zuständig, verfügte aber nicht über die für diese Aufgabe erforderliche Spezialausbildung und das nötige Verständnis für Luftoperationen. Das RAF-Regiment sollte diese Lücke schließen und dafür sorgen, dass die Flugplätze auch bei Angriffen einsatzbereit blieben, und der RAF eine eigenständige Truppe zum Schutz ihrer wichtigen Infrastruktur zur Verfügung stellen. Im Laufe des Krieges erweiterte sich der Auftrag des Regiments auf die Sicherung von vorgeschobenen Flugplätzen in aktiven Kampfgebieten wie Nordafrika, Europa und dem Fernen Osten. Das RAF-Regiment war zunächst in Geschwader und Feldstaffeln gegliedert: Das Regiment wurde von einem dem Air Ministry unterstellten Stab kommandiert, und sein Personal setzte sich sowohl aus Freiwilligen als auch aus Wehrpflichtigen der RAF zusammen.

### Women’s Auxiliary Air Force

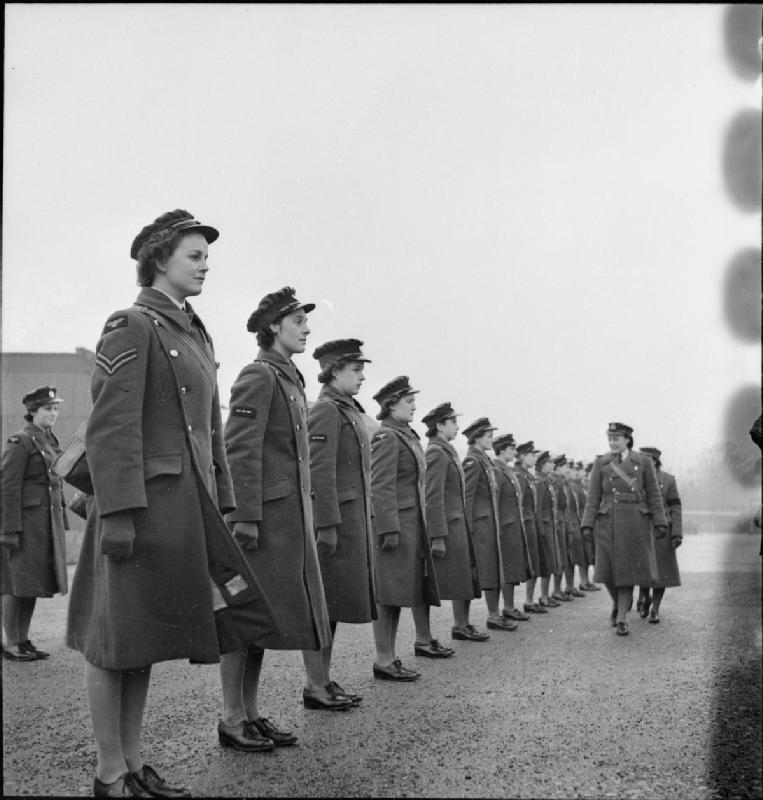
Eine Gruppe von WAAFs wird auf dem Flugfeld von Bridgnorth inspiziert.

Um die RAF in nichtkämpfenden, aber dennoch kritischen Bereichen zu unterstützen wurde am 28. Juni 1939 die Women’s Auxiliary Air Force (WAAF) gegründet. Sie wurde als Teil der Royal Air Force eingerichtet, um Frauen die Möglichkeit zu geben, in verschiedenen unterstützenden Rollen in der Verteidigung des Landes zu dienen. Die Gründung erfolgte auf Initiative der britischen Regierung, die erkannte, wie wichtig es war, Frauen in den Kriegsanstrengungen einzubinden, um Männer für den aktiven Kampfeinsatz freizustellen. Die Frauen waren unter anderem in der Kommunikation, Radarüberwachung, Flugzeugwartung, Karten- und Luftaufklärung sowie in der Verwaltung tätig. Sie spielten eine entscheidende Rolle bei der Luftverteidigung Großbritanniens, insbesondere während der Schlacht um England, indem sie in der Radarüberwachung arbeiteten und Informationen über feindliche Flugzeuge an die RAF weitergaben.
Die WAAF war hierarchisch organisiert und eng in die Strukturen der RAF eingebunden, hatte jedoch eine eigene Führungsebene. Die Frauen trugen Uniformen, und die Ränge orientierten sich an den militärischen Strukturen der RAF. Die Organisation stand unter der Leitung von hochrangigen Offizierinnen, wie beispielsweise Katherine Trefusis Forbes, die als erste Kommandantin der WAAF fungierte. Während des Krieges wuchs die WAAF schnell an und erreichte 1943 ihren Höchststand mit etwa 180.000 Mitgliedern. Nach dem Krieg wurde die WAAF 1949 offiziell in die Women’s Royal Air Force (WRAF) umbenannt und blieb bis 1994 bestehen, als sie vollständig in die RAF integriert wurde.

## Kriegsführung
Die Kampftaktiken für die Jäger in der Zeit bis 1939 waren im Wesentlichen nur eine Erweiterung der Übungsmanöver. Diese unter dem Namen „Fighting Area Attacks“ (FAA) bekannten Manöver wurden in verschiedenen Varianten durchnummeriert, um jeder voraussichtlichen Kampfsituation gerecht zu werden. Alle basierten auf dem Konzept der sauberen, ordentlichen und engen Kettenformation (Vic formation) aus drei Jägern.
In der Schlacht um England entwickelte die Royal Air Force eine Reihe defensiver Taktiken, um die Angriffe der deutschen Luftwaffe effektiv abzuwehren. Eine der zentralen Strategien war das sogenannte Dowding-System, ein integriertes Luftverteidigungssystem, das von Air Chief Marshal Hugh Dowding entwickelt wurde. Es kombinierte ein Netzwerk von Radaranlagen, Beobachtungsposten und einer zentralen Kommandostruktur, um Angriffe frühzeitig zu erkennen und die Abfangjäger gezielt einzusetzen. Die Radaranlagen entlang der britischen Küste, bekannt als Chain Home, ermöglichten es, feindliche Flugzeuge bereits in großer Entfernung zu orten. Diese Informationen wurden an die Fighter-Command-Zentrale in Bentley Priory weitergeleitet, wo sie ausgewertet und an die Jagdgeschwader weitergegeben wurden. Ergänzt wurde das System durch bodengestützte Beobachtungsposten, die feindliche Flugbewegungen in niedrigen Höhen meldeten.

Draufsicht auf eine von Kampfflugzeugen verwendete Vier-Finger-Formation

Die RAF setzte ihre Jagdflugzeuge in kleinen, flexiblen Staffeln ein, die schnell auf feindliche Formationen reagieren konnten. Dabei wurden die Flugzeuge in verschiedenen Höhen gestaffelt, um sowohl Bomber als auch Begleitjäger effektiv bekämpfen zu können. Ein weiteres wichtiges Element war die Einführung der „Finger-Four“-Formation, bei der vier Flugzeuge in einer lockeren Anordnung flogen. Diese Taktik bot den Piloten eine bessere Sicht und ermöglichte eine gegenseitige Deckung sowie eine höhere Bewegungsfreiheit im Luftkampf. Die Jagdflugzeuge der RAF, insbesondere die Spitfire und die Hurricane, hatten dabei spezialisierte Rollen: Die wendigeren Spitfires konzentrierten sich auf die Bekämpfung der deutschen Jäger vom Typ Messerschmitt Bf 109, während die stabileren Hurricanes die langsamer fliegenden deutschen Bomber ins Visier nahmen. Um die Einsatzbereitschaft der Piloten zu erhalten, setzte die RAF ein Rotationssystem ein, bei dem erschöpfte Piloten regelmäßig durch frische Kräfte ersetzt wurden. Dies stellte sicher, dass die Piloten nicht überlastet wurden und die Staffelstärke langfristig erhalten blieb.
Die Taktiken, die während des Zweiten Weltkriegs von den Staffeln des Bomber Command angewandt wurden, lassen sich grob in drei Bereiche unterteilen: diejenigen, die dazu dienten, das Ziel zu finden und zu markieren (die Pathfinders), diejenigen, die den Einsatz von elektronischen und Radargeräten beinhalteten, um die feindliche Verteidigung zu verwirren und zu zerstören (100 Group), und diejenigen, die von den einzelnen Bomberflugzeugen angewandt wurden, um ihren Weg zum und vom Ziel zu finden und der feindlichen Verteidigung auszuweichen. Aufgrund der schlechten Navigations- und Bombengenauigkeit in den ersten Kriegsjahren waren die leitenden Kommandeure des Bomber Command zu dem Schluss gekommen, dass für die Durchführung von Bombenangriffen Spezialstaffeln erforderlich waren.

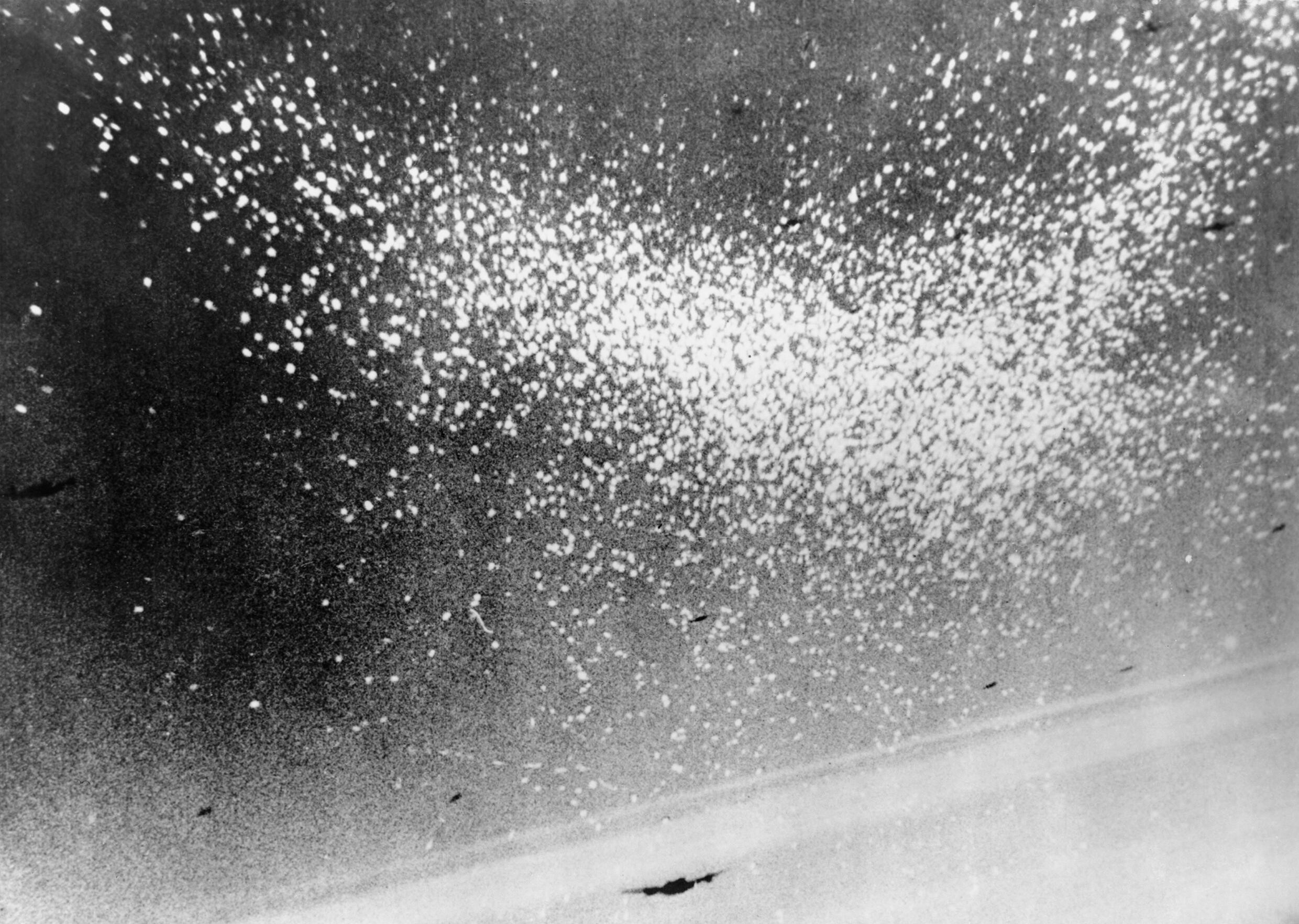
Ein Düppelregen wird von einer Avro Lancaster abgeworfen, während die Flugzeuge das wolkenverhangene Ziel umkreisen.

Zu Beginn des Zweiten Weltkriegs entwickelte Group Captain Syd Bufton, Kommandeur des 10. Geschwaders, innovative Taktiken zur Zielmarkierung. Seine Besatzungen setzten Leuchtgeschosse ein, um Ziele zu markieren und andere Flugzeuge zu den Markierungen zu führen. Er überzeugte die Führung im Luftfahrtministerium von der Notwendigkeit einer spezialisierten Zielmarkierungsgruppe für das gesamte Bomberkommando. Obwohl Arthur Harris, der im April 1942 das Kommando übernahm, die Idee ablehnte, weil er gegen eine Eliteeinheit innerhalb des Bomberkommandos war, setzte sich Charles Portal, der Chief of the Air Staff, letztlich durch. Am 17. August 1942 wurde die Pathfinder Force (PFF) gegründet, bestehend aus vier Bomberstaffeln, die von verschiedenen Gruppen des Bomberkommandos abgezogen wurden. Im Laufe der Zeit wurden die ursprünglichen Flugzeuge durch leistungsstärkere Typen wie die Lancaster und die Mosquito ersetzt.
Die PFF hatte acht Hauptaufgaben, die sich auf die Flugzeuge und nicht auf die Besatzungen bezogen, obwohl erfahrene Crews oft für spezielle Einsätze ausgewählt wurden. Neue Besatzungen wurden zunächst als Supporter eingesetzt, um die Zahl der Flugzeuge über dem Zielgebiet zu erhöhen. Windowers warfen Ablenkmaterial („Window“) ab, um das feindliche Radar zu stören. Backers-up, auch „Visual Centerers“ genannt, korrigierten die Zielmarkierungen, indem sie die Mitte der Einschläge berechneten. Route Markers kennzeichneten wichtige Wendepunkte, während Blind Illuminators das Ziel mit Leuchtbomben markierten, um Primary Visual Markers zu unterstützen, die ihre Markierungen visuell setzten – die anspruchsvollste Aufgabe. Weitere Rollen waren die Blind Markers, die mit Radarunterstützung zielten, und die Recenterers, die Markierungen während eines Angriffs korrigierten, um die Genauigkeit aufrechtzuerhalten. Später wurden auch Master Bomber und Deputy Master Bomber eingeführt, die hoch über dem Ziel kreisten, Anweisungen per Funk gaben und Fehler korrigierten.
Die Pathfinders nutzten drei Zielmarkierungsmethoden: „Parramatta“, bei der Ziele blind mit Radar (H2S oder Oboe) markiert wurden; „Newhaven“, bei der visuell markiert wurde; und „Wanganui“, bei der Leuchtbomben über den Wolken gezündet wurden. Während Parramatta und Newhaven eine höhere Präzision boten, galt Wanganui als ungenauer, da die Bombenabwürfe auf bewegliche Leuchtspuren erfolgen mussten. Die wachsende Bedrohung durch die deutsche Nachtjägerabwehr führte 1943 zur Gründung der 100 (Bomber Support) Group. Diese spezialisierte Einheit kombinierte elektronische Gegenmaßnahmen (Radio Countermeasures, RCM) und eigene Jagdflugzeuge, um deutsche Nachtjäger zu bekämpfen. Die Gruppe störte feindliche Radarsysteme, Kommunikationskanäle und Navigationshilfen, um Verluste der Bomber zu reduzieren. Ihre Flugzeuge wurden mit hochentwickelten Störgeräten ausgestattet, die entweder elektronische Störungen erzeugten, um Radarsysteme zu täuschen, oder akustische Interferenzen, um die Kommunikation der deutschen Luftabwehr zu unterbrechen.

## Ausrüstung

### Flugausrüstung
Die Ausrüstung der RAF-Piloten im Zweiten Weltkrieg war vielseitig und speziell auf die unterschiedlichen Einsatzarten abgestimmt. Sie deckte eine breite Palette von Gegenständen ab, die für die Sicherheit, Navigation, Kommunikation und das Überleben der Besatzungen entscheidend waren. Es gab signifikante Unterschiede zwischen der Ausrüstung von Bomberbesatzungen und Jagdfliegerpiloten, da ihre Aufgaben und Einsatzbedingungen stark variierten. Die typische Flugausrüstung sowohl für Bomber als auch für Jäger bestand aus Fluganzug, Fliegerbrille, Lederhaube, Fliegerstiefel, Sauerstoffmaske, Fallschirm und Schwimmweste. Für den Fall eines Abschusses gab es „Escape Boots “ (ein Paar Wanderschuhe, die für den Einsatz in feindlichem Gebiet gedacht waren, um mit den schweren Flugstiefeln nicht aufzufallen) und Survival-Kits für die Flieger. Ab 1940 wurde der Irvin-Fluganzug eingeführt, der Rettungsweste und Fallschirmgeschirr kombinierte.

#### Karten und Navigationshilfen
Karten waren eines der wichtigsten Werkzeuge für die Navigatoren an Bord von Bombern wie der Avro Lancaster oder der Handley Page Halifax. Sie verwendeten detaillierte topografische Karten, die Orientierungspunkte, Städte, Flüsse, Küstenlinien und andere markante Merkmale zeigten. Diese Karten waren oft auf wasserfestem Papier gedruckt, um sie vor Feuchtigkeit zu schützen. Neben Standardkarten nutzten die Besatzungen auch Zielkarten, die präzise Informationen über feindliche Städte oder militärische Einrichtungen enthielten. Für Nachtflüge waren Sternkarten und astronomische Tabellen im Einsatz, um mithilfe der Sterne die Position zu bestimmen.
Zur Unterstützung der Navigation kamen auch mechanische Hilfsmittel wie Kreiselkompasse, Magnetkompasse und Rechenschieber zum Einsatz. Der Kreiselkompass war besonders wichtig, da er unabhängig von magnetischen Störungen funktionierte, die durch das Metall des Flugzeugs oder feindliche Störmaßnahmen verursacht werden konnten. Zudem führten Navigatoren oft einfache Lineale und Kursdreiecke mit sich, um Flugrouten genau zu berechnen.
Die RAF setzte zunehmend auf technologische Innovationen, um die Navigation bei Langstreckenflügen zu erleichtern. Ein bedeutendes Gerät war das Gee-System, ein Funknavigationssystem, das es den Besatzungen ermöglichte, ihre Position mithilfe von Funksignalen zu bestimmen. Das System funktionierte durch den Empfang von Zeitverzögerungen zwischen Signalen mehrerer Bodenstationen. Zusätzlich wurde gegen Ende des Krieges das H2S-Radarsystem eingeführt, das eine bodennahe Radarbildgebung ermöglichte und es den Besatzungen erleichterte, Städte, Flüsse und andere geografische Merkmale auch bei schlechter Sicht oder in der Nacht zu erkennen. Ein weiteres wichtiges Hilfsmittel war der Driftmeter, ein optisches Gerät, das es dem Navigator ermöglichte, die Drift des Flugzeugs durch Seitenwind zu messen. Dieses Gerät war besonders bei Langstreckenflügen über Wasser oder unbekanntem Gebiet von entscheidender Bedeutung.

#### Bombensichtgeräte

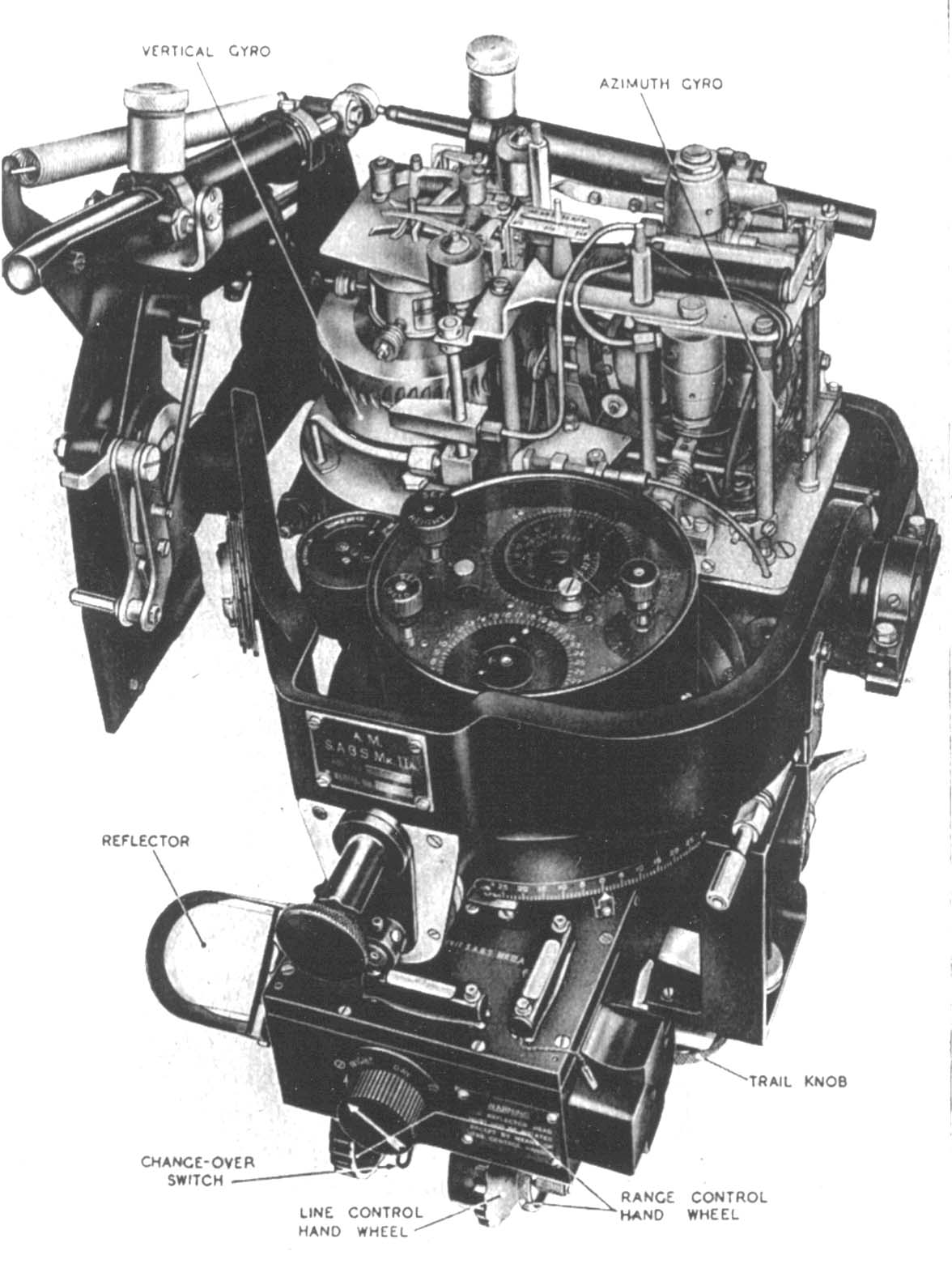
Das Stabilisierte Automatische Bombenzielgerät Mk II. Das eigentliche Bombenzielgerät ist das uhrähnliche Gerät in der Mitte, ein Großteil des Rahmens um es herum ist das Stabilisierungssystem.

Während des Krieges verwendete die RAF zwei Arten von Bombenzielgeräten für ihre Flugzeuge: das Vektorsichtgerät und das tachometrische Sichtgerät. Beim Vektor-Bombenzielgerät musste der Bombenschütze vor dem Angriff Daten eingeben, darunter die Geschwindigkeit und Höhe des Flugzeugs, die Ballistikeigenschaften der Bombe sowie die geschätzte Windgeschwindigkeit und -richtung. Der Bombenschütze orientierte sich an einem Visierkreuz, das entweder aus gekreuzten Drähten oder aus Lichtlinien auf einem kleinen reflektierenden Schirm vor ihm bestand. Sobald die Mitte des Visierkreuzes mit dem darunter liegenden Ziel übereinstimmte, wurden die Bomben abgeworfen. Obwohl das Vektor-Bombenzielgerät einfach und effektiv war, war es nur so genau wie die eingegebenen Daten, vorausgesetzt, das Flugzeug flog gerade und waagerecht auf das Ziel zu. In der Praxis waren die Daten jedoch nicht immer genau, und ein gerader und ebener Anflug in Gegenwart von Flak und Jägern wäre für die Bomberbesatzung äußerst gefährlich gewesen.
Im Gegensatz dazu berechnete das tachometrische Bombenzielgerät die Windgeschwindigkeit und -richtung automatisch. Ein motorisiertes Zielfernrohr wurde auf eine darunter angebrachte stabilisierte Glasscheibe gerichtet. Das Fernrohr war mit einer kreiselstabilisierten Plattform verbunden, die es dem Bombenschützen ermöglichte, das Ziel während des Bombenabwurfs zu beobachten. Der Bombenschütze programmierte den analogen Zielcomputer mit der Flughöhe des Flugzeugs und der Ballistikeigenschaften der Bombe. Anschließend wurden zwei elektrische Knöpfe, die mit einem Elektromotor verbunden waren, so eingestellt, dass sich das Visiergitter des Teleskops immer über dem Ziel befand, das durch den stabilisierten Glasschirm betrachtet wurde.

### Maschinenkanonen und Gewehre
Bei Kriegsausbruch war der Großteil der Flugzeugbewaffnung der RAF völlig veraltet und stammte größtenteils aus dem Ende des Ersten Weltkriegs. Obwohl die Briten rasche Fortschritte bei der Flugzeugbewaffnung machten, blieb die RAF in Bezug auf Effektivität und Leistung der Geschütze weit hinter der Luftwaffe zurück. Die Royal Air Force (RAF) setzte im Zweiten Weltkrieg eine breite Palette von Waffen ein, die speziell auf die unterschiedlichen Einsatzprofile der Flugzeuge abgestimmt waren. Von Maschinenkanonen in Jagdflugzeugen über Bordgeschütze in Bombern bis hin zu Raketen und zahlreichen Bombentypen. Die frühen Versionen der Spitfire und Hurricane waren mit Browning-.303-Maschinengewehren ausgestattet.
Ab Mitte des Krieges wurden viele Jagdflugzeuge mit 20-mm-Maschinenkanonen Hispano-Suiza HS.404 ausgestattet. Diese Maschinenkanonen hatten eine deutlich höhere Durchschlagskraft und konnten sowohl feindliche Flugzeuge als auch Bodenziele effektiv bekämpfen. Großkalibrige Geschütze kamen ab 1942 nur in begrenztem Umfang für spezielle Aufgaben zum Einsatz. Im Nahen Osten wurden die Hurricanes mit 40-mm-Vickers-Maschinenkanonen zur Panzerabwehr ausgerüstet. Und einige Mosquito FXVIII des Coastal Command erhielten 57-mm-6pdr-Maschinenkanonen zur Schiffsabwehr. Die RAF setzte ab Mitte des Krieges auch Raketen ein, insbesondere bei Jagdbombern wie der Hawker Typhoon oder der Hawker Tempest, die für Tiefflugeinsätze gegen Bodenziele optimiert waren. Die häufigsten Raketen waren RP-3 (Rocket Projectile 3-inch), die gegen Panzer, Züge und Schiffe eingesetzt wurden. Diese Raketen hatten 27 Kilogramm schwere Sprengköpfe und waren äußerst effektiv gegen schwer gepanzerte Ziele.

### Flugzeuge
Während des Zweiten Weltkriegs ließ die Royal Air Force eine Vielzahl von Flugzeugtypen und Prototypen herstellen, um die unterschiedlichen Anforderungen eines modernen Luftkriegs zu erfüllen. Insgesamt wurden etwa 300 verschiedene Typen und Varianten entwickelt und produziert:
- Die Airspeed AS.10 Oxford war ein zweimotoriges Trainingsflugzeug, das hauptsächlich für die Schulung von Piloten und Besatzungen genutzt wurde. Das Flugzeug bot Platz für eine Besatzung von zwei bis drei Personen, erreichte eine Höchstgeschwindigkeit von 306 km/h und hatte eine Reichweite von 885 km. Insgesamt wurden 8.586 Exemplare dieses Typs gebaut.
- Der Airspeed AS.51/AS.58 Horsa war ein unbewaffneter Lastensegler, der speziell für den Transport von Truppen und Material entwickelt wurde. Er wurde von zwei Besatzungsmitgliedern gesteuert, konnte aufgrund seiner Konstruktion jedoch nicht eigenständig starten. Die Reichweite hing vom verwendeten Schleppflugzeug ab. Insgesamt wurden 3.799 Einheiten dieses Lastenseglers hergestellt.
- Die Avro 652A Anson war ein leichtes Mehrzweckflugzeug, das sowohl für Aufklärungsmissionen als auch für Trainingszwecke genutzt wurde. Mit einer Besatzung von drei bis vier Personen erreichte die Maschine eine Höchstgeschwindigkeit von 303 km/h und hatte eine Reichweite von 1.280 km. Die Bewaffnung bestand aus zwei 7,7-mm-Maschinengewehren. Von diesem Flugzeug wurden insgesamt 10.072 Exemplare produziert.
- Der Avro 683 Lancaster war ein schwerer Bomber, der von einer siebenköpfigen Besatzung geflogen wurde. Mit einer Bombenlast von bis zu 10.000 kg und einer Reichweite von 4.070 km zählte sie zu den effektivsten Bombenflugzeugen der Royal Air Force. Ihre Höchstgeschwindigkeit betrug 462 km/h, und insgesamt wurden 7.377 Maschinen gebaut.
- Der Bristol Typ 156 Beaufighter war ein schwerer Jagdbomber und Nachtjäger, der von zwei Personen geflogen wurde. Das Flugzeug war mit vier 20-mm-Kanonen, sechs 7,7-mm-Maschinengewehren sowie Bomben oder Torpedos bewaffnet. Seine Reichweite betrug 2.735 km, und die Höchstgeschwindigkeit lag bei 509 km/h. Insgesamt wurden 5.500 Exemplare dieses Typs hergestellt.
- Die de Havilland D.H.98 Mosquito war eines der vielseitigsten Flugzeuge des Zweiten Weltkriegs und wurde sowohl als Bomber, Aufklärer als auch Nachtjäger eingesetzt. Mit einer Besatzung von zwei Personen erreichte sie eine Höchstgeschwindigkeit von 668 km/h und hatte eine Reichweite von 2.400 km. Die Bewaffnung variierte je nach Version und umfasste bis zu vier 20-mm-Kanonen, vier 7,7-mm-Maschinengewehre sowie eine Bombenlast von bis zu 1.800 kg. Insgesamt wurden etwa 4.300 Einheiten produziert.
- Die Fairey Swordfish war ein trägergestütztes Torpedoflugzeug, das von zwei bis drei Besatzungsmitgliedern geflogen wurde. Das Flugzeug erreichte eine Höchstgeschwindigkeit von 222 km/h und hatte eine Reichweite von 1.900 km. Die Bewaffnung bestand aus einem starren 7,7-mm-Maschinengewehr, einem flexiblen Maschinengewehr sowie der Möglichkeit, einen Torpedo oder Bomben zu tragen. Von diesem Flugzeug wurden insgesamt 2.391 Exemplare gebaut.
- Die Hawker Hurricane war eines der bedeutendsten Jagdflugzeuge der Royal Air Force, insbesondere während der Luftschlacht um England. Mit einer Besatzung von einer Person erreichte sie eine Höchstgeschwindigkeit von 547 km/h und hatte eine Reichweite von 965 km. Die Bewaffnung bestand meist aus acht 7,7-mm-Maschinengewehren, wobei spätere Varianten mit vier 20-mm-Kanonen ausgestattet waren. Insgesamt wurden 14.000 Stück produziert.
- Die Supermarine Spitfire war eines der bekanntesten Jagdflugzeuge des Zweiten Weltkriegs und wurde in zahlreichen Varianten gebaut. Mit einer Besatzung von einem Piloten erreichte sie eine Höchstgeschwindigkeit von 594 km/h und hatte eine Reichweite von 750 km. Die Bewaffnung variierte je nach Modell und umfasste entweder acht 7,7-mm-Maschinengewehre oder eine Kombination aus 20-mm-Kanonen und Maschinengewehren. Bis Oktober 1947 wurden insgesamt 20.351 Exemplare produziert.
- Die Vickers Wellington war ein zweimotoriger mittlerer Bomber, der von einer sechsköpfigen Besatzung geflogen wurde. Er konnte eine Bombenlast von bis zu 4.500 kg transportieren, erreichte eine Reichweite von 3.540 km und hatte eine Höchstgeschwindigkeit von 378 km/h. Die Bewaffnung bestand aus sechs 7,7-mm-Maschinengewehren. Insgesamt wurden 11.461 Exemplare dieses Bombers hergestellt.[34]

Neben den serienmäßig gefertigten Flugzeugen wurden zahlreiche Prototypen entwickelt, um neue Technologien, Designs und Bewaffnungsoptionen zu erproben. Viele dieser Prototypen wurden jedoch nie in Serie produziert, entweder weil sie den Anforderungen nicht entsprachen oder weil andere Modelle bevorzugt wurden. Beispiele sind experimentelle Jagdflugzeuge wie die Gloster F.9/37 oder Projekte, die auf Strahltriebwerke setzten, wie die frühe Gloster E.28/39.

## Statistiken
Während des Krieges dienten etwa 1,2 Mio. Männer und Frauen in der RAF. Die Gesamtverluste der RAF beliefen sich auf etwa 112.296 Tote, Verwundete und Vermisste. Der größte Teil davon entfiel auf das Bomber Command, das etwa 44.000 Tote und Verwundete zu beklagen hatte. Es wurden etwa 121.766 Flugzeuge gebaut, von denen etwa 16.000 verloren gingen. Im Gegenzug zerstörte die RAF 21.000 deutsche Flugzeuge und warf 1,46 millionen t Bomben auf feindliches Gebiet ab.